# José María Bocanegra
José María Bocanegra y Villalpando född 25 maj 1787 i Labor de la Troje, Aguascalientes, död 23 juli 1862 i Mexico City, Mexikansk politiker och jurist. President i Mexiko sex dagar 1829.